# Pentti Kaskipuro

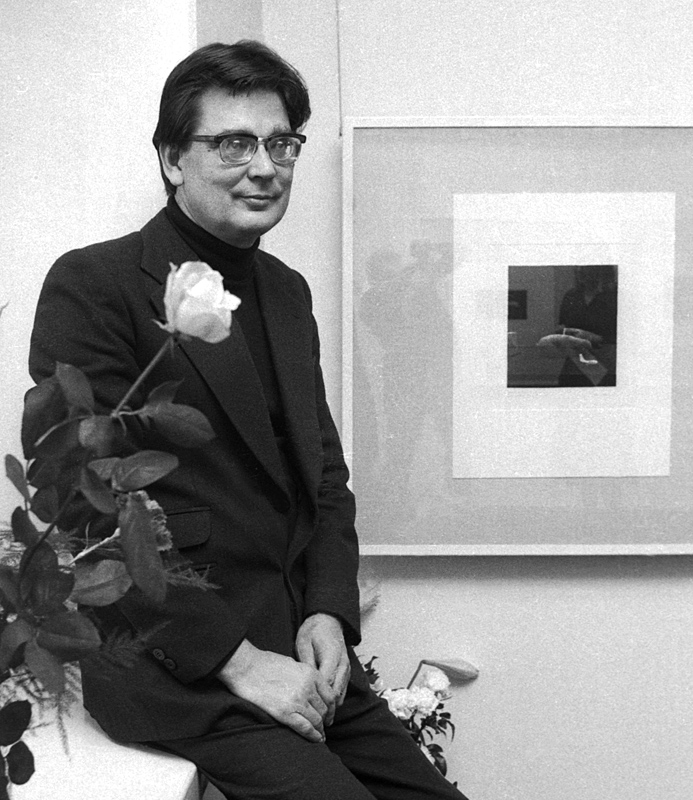
Pentti Kaskipuro år 1979.

Pentti Ensio Kaskipuro, född 10 oktober 1930 i Helsingfors, död 4 september 2010 i Grankulla, var en finländsk grafiker och målare.

## Biografi
Kaskipuro bedrev 1952 studier som privatelev vid Finlands konstakademis skola, där han hade som lärare bland andra Aukusti Tuhka. Med sin naturtalang fortsatte Kaskipuro studierna på egen hand och debuterade 1953. Han tillhörde den 1955 grundade utställningsgruppen X/10 som bestod av grafiker och bildkonstnärer, vilka huvudsakligen utförde konst på papper.
Kaskipuro representerade Finland vid Venedigbiennalen 1964 och var Årets konstnär vid Helsingfors festspel 1979.
Han undervisade vid Konstindustriella högskolan i Helsingfors 1965–1974, verkade som konstnärsprofessor 1974–1979 och erhöll professors titel 1990. Han höll talrika egna utställningar och deltog i grupputställningar i hemlandet och utomlands samt mottog många pris och utmärkelser.
Han är begravd på Sandudds begravningsplats i Helsingfors.

## Konstnärskap
Kaskipuros huvudsakliga teknik som grafiker var torrnål och akvatint. Som metallgrafiker räknades han till klassikerna i finländsk konst.
Sedan början av 1960-talet utförde Kaskipuro bland annat talrika stilleben i litet format föreställande vardagliga föremål såsom brödkakor, svampar, fiskar, lökar, en uppspänd fågel med mera. Han utförde även en rad intima oljemålningar och  kollage, som i likhet med hans grafiska produktion präglades av tidlöshet och rofylldhet.

## Utmärkelser
- Pro Finlandia-medaljen av Finlands Lejons orden,  1971[2]
- Prins Eugen-medaljen,  1974[2]

[Redigera Wikidata]

### Uppslagsverk
- Kaskipuro, Pentti i Uppslagsverket Finland (webbupplaga, 2012). CC-BY-SA 4.0